# Mały Książę (film 2015)
Mały Książę (fr. Le Petit Prince, 2015) – francuski film animowany w reżyserii Marka Osborne’a z 2015 roku. Jest to adaptacja książki francuskiego pisarza Antoine’a de Saint-Exupéry’ego o tym samym tytule z 1943 roku.

## Obsada głosowa
| Postać         | Wersja francuska   | Wersja angielska  |
| -------------- | ------------------ | ----------------- |
| Dziewczynka    | Clara Poincaré     | Mackenzie Foy     |
| Pilot          | André Dussollier   | Jeff Bridges      |
| Mały Książę    | Andrea Santamaría  | Riley Osborne     |
| Pan Książę     | Guillaume Canet    | Paul Rudd         |
| Matka          | Florence Foresti   | Rachel McAdams    |
| Róża           | Marion Cotillard   | Marion Cotillard  |
| Lis            | Vincent Cassel     | James Franco      |
| Wąż            | Guillaume Galienne | Benicio del Toro  |
| Biznesmen      | Vincent Lindon     | Albert Brooks     |
| Próżny         | Laurent Lafitte    | Ricky Gervais     |
| Król           | Achille Orsoni     | Bud Cort          |
| Nauczyciel     | Bernard Tiphaine   | Paul Giamatti     |
| oficer policji | Pascal Légitimus   | Jeffy Branion     |
| pielęgniarka   | brak danych        | Jacquie Barnbrook |

## Wersja polska
Wersja polska: Studio PRL na zlecenie Kino Świat

Reżyseria: Dariusz Błażejewski

Dialogi: Bartek Fukiet

Nagranie: Jerzy Pieniążek

Zgranie: Aleksander Cherczyński

Kierownictwo produkcji: Maciej Jastrzębski

Głosów użyczyli:
- Aleksandra Kowalicka – Dziewczynka
- Włodzimierz Press – Pilot
- Bernard Lewandowski – Mały Książę
- Maciej Musiał – Pan Książę
- Małgorzata Kożuchowska – Matka
- Anna Cieślak – Róża
- Antoni Pawlicki – Lis
- Robert Więckiewicz – Wąż
- Adam Ferency – Biznesmen
- Piotr Adamczyk – Próżny
- Andrzej Seweryn – Król
- Tomasz Marzecki –
  - Nauczyciel,
  - Egzaminator
- Łukasz Nowicki – oficer policji
- Julia Kołakowska – pielęgniarka
- Mikołaj Klimek – prezenter radiowy

W pozostałych rolach:
- Wojciech Machnicki
- Robert Tondera
- Dariusz Błażejewski
- Joanna Pach
- Olga Omeljaniec
- Maciej Jastrzębski

Lektor: Mirosław Utta